# Chiesa di San Pietro Apostolo (Bondeno)
La chiesa di San Pietro Apostolo è la parrocchiale a Santa Bianca, frazione di Bondeno, in provincia di Ferrara. Risale al XV secolo.

## Storia
La frazione di Santa Bianca probabilmente ha tale nome per un legame col convento di Santa Bianca a Ferrara che anticamente esisteva nel capoluogo nella zona di porta San Biagio.
Attorno all'inizio del XV secolo tuttavia l'area dove è poi stato eretto l'edificio sacro era ancora paludosa e coperta di frequente dalle acque. In un punto leggermente più elevato nel 1401 fu costruito un oratorio che in seguito sarebbe stato utilizzato come sagrestia della futura chiesa.
Esisteva anche un'altra cappella a Santa Bianca, sin dal 1384, ma era privata, non vi si svolgevano funzioni sacre e venne distrutta da un'alluvione nel XVI secolo.
La chiesa venne costruita nel 1542 ed ebbe dignità di parrocchia pochi anni dopo, nel 1599, per volontà del vescovo di Ferrara Giovanni Fontana. In quel momento la sua dedicazione era a San Pietro in Nemore.
Dopo un periodo di abbandono e in conseguenza dei danni avuti da un'alluvione si decise la sua riedificazione. Nel 1685 la nuova chiesa era stata eretta.
Durante il secolo successivo venne rifatta la parte presbiteriale e l'intero edificio venne sistemato.
Alla fine del XIX secolo la facciata venne restaurata e all'inizio del XXI vennero rifatti tetto e infissi.
Dopo il terremoto dell'Emilia del 2012 la chiesa risultò fortemente compromessa con danni alla struttura edilizia e agli affreschi barocchi che la decorano.